# Вогенца (Ферара)
Вогенца је насеље у Италији у округу Ферара, региону Емилија-Ромања.
Према процени из 2011. у насељу је живело 487 становника. Насеље се налази на надморској висини од 5 м.